# Bucefał

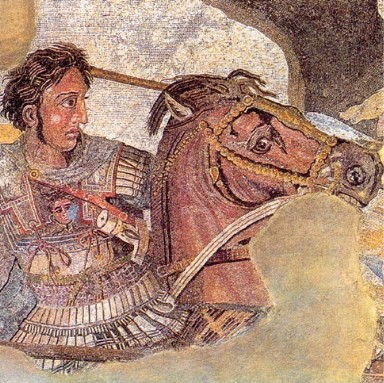
Aleksander na Bucefale (fragment antycznej mozaiki)

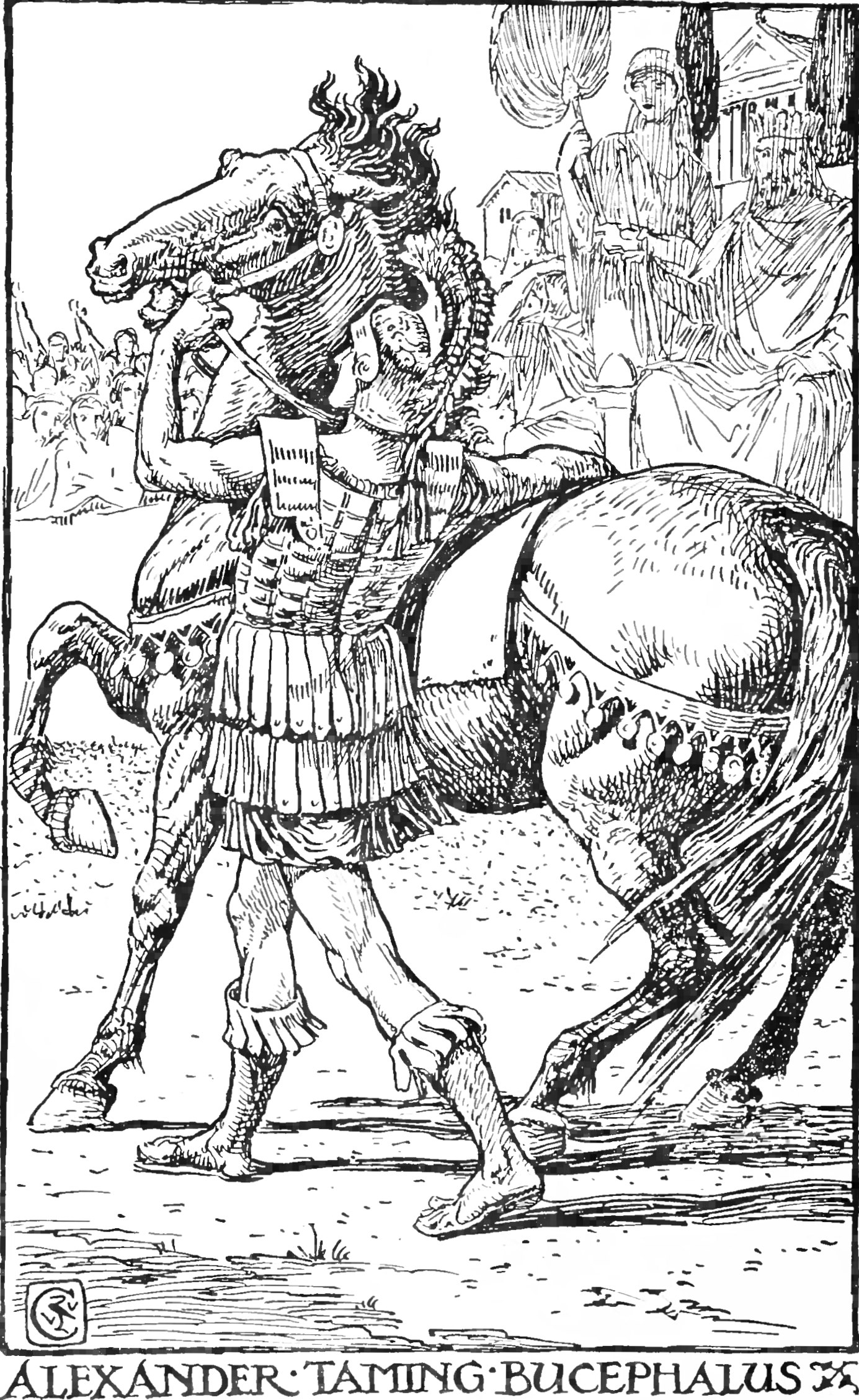
Młody Aleksander ujarzmiający Bucefała (ilustracja z 1910)

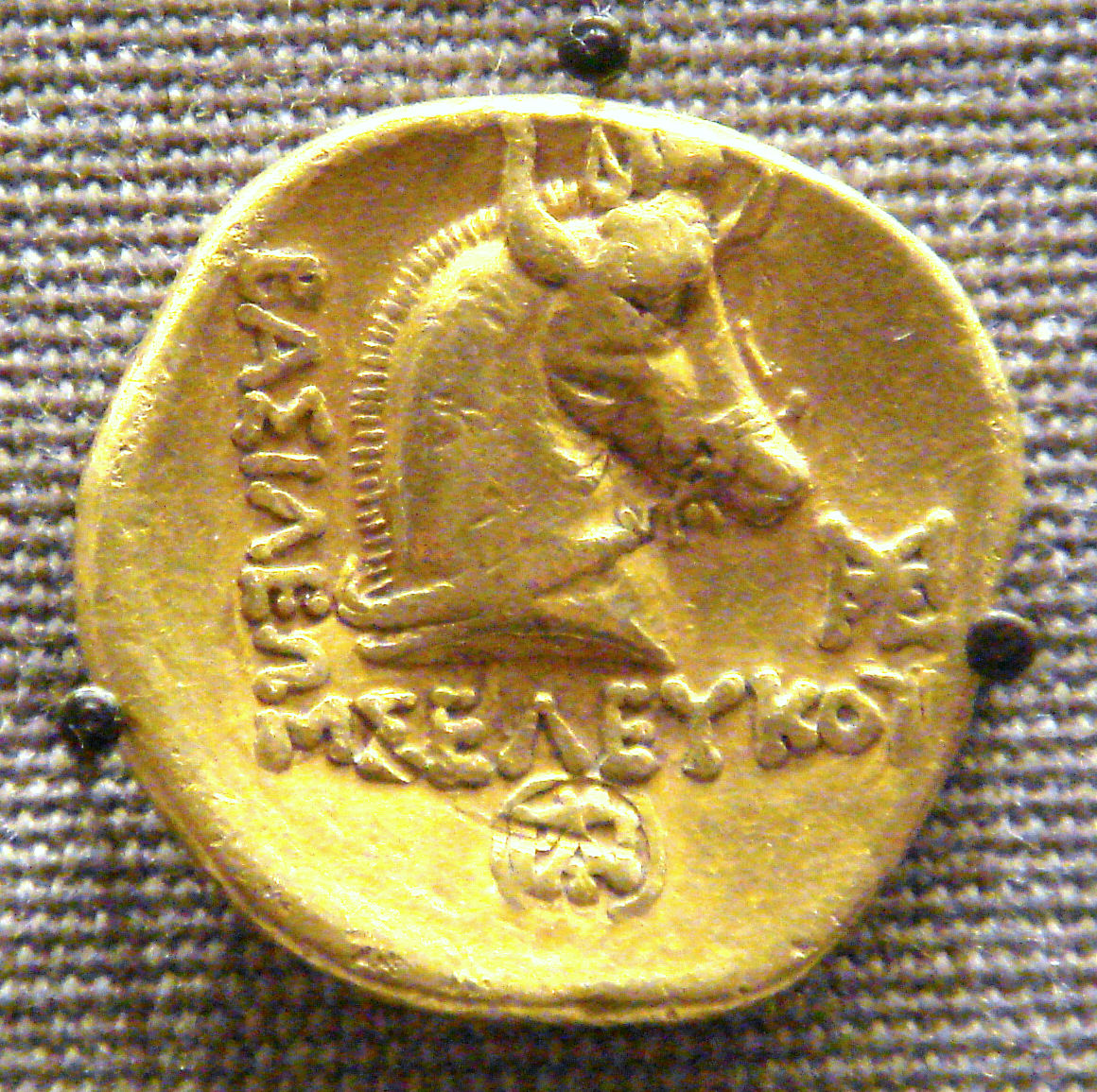
Symboliczne wyobrażenie „bykogłowego” Bucefała z rogami na monecie Seleukosa I

Bucefalos (Bucefał) (gr. Βουκέφαλος Bukefalos – „byczogłowy”; łac. Bucephalus) – ulubiony ogier tesalski Aleksandra Wielkiego. W potocznym słownictwie synonim narowistego wierzchowca, ognistego rumaka.  
Jeden z najsłynniejszych koni w dziejach był czarnej maści wierzchowcem z białym znamieniem, pochodzącym ze skrzyżowania berberyjskiego ogiera z tesalską klaczą. Pliniusz w Historii naturalnej (VIII 154, 1) podaje, że imię jego pochodziło od znamienia na łopatce w kształcie byczej głowy; wyjaśnienie to powtarza Pseudo-Kallistenes. Spotykane są również inne wyjaśnienia (m.in. od dzikości konia, od kształtu jego łba). Skąpe wiadomości o Bucefale pochodzą ze szczegółów biografii Aleksandra zawartych w pismach autorów antycznych (także Plutarcha, Arriana, Solinusa, Diodora Sycylijskiego, Kurcjusza Rufusa, Eliana).
Według przekazu Plutarcha konia początkowo zamierzał nabyć ojciec Aleksandra, Filip II, lecz zrezygnował uznawszy, że jest on nieujarzmiony i zbyt niebezpieczny. Kiedy małoletni wówczas Aleksander oświadczył, że potrafi okiełznać rumaka, ojciec obiecał, że jeśli mu się to uda, w nagrodę dostanie go w prezencie, jeśli zaś nie – musi go sobie sam kupić. Aleksander wygrał zakład, gdy zauważył, że zwierzę boi się swojego cienia, więc obrócił je głową ku słońcu i wtedy dosiadł. Filip zmuszony był kupić konia za wygórowaną cenę 13 talentów.
Jeden z późniejszych przekazów mówi, że kiedy portret konny zamówiony przez Aleksandra u sławnego Apellesa nie wywołał uznania króla, malarz polecił sprowadzić do pracowni Bucefała, który na widok własnej podobizny zarżał – wobec czego malarz stwierdził: „Widzisz, królu, że koń zna się na sztuce o wiele lepiej od ciebie”. 
Inna relacja opowiada, że podczas wyprawy azjatyckiej koń został w odwecie skradziony przez rozbójniczych Mardów, przeciw którym sprowokowany wcześniej Aleksander poprowadził ekspedycję karną. Po przekazaniu im wiadomości, że „ziemie ich zostaną spustoszone, a mieszkańcy wycięci w pień”, spiesznie odesłano Bucefała wraz z darami i przeprosinami delegacji starszyzny plemiennej. 
Aleksander dosiadał Bucefała we wszystkich swych kampaniach wojennych. Dotarł na nim aż do Indii, gdzie koń, który dożył podobno 30 lat, w 326 r. p.n.e. padł ze starości i ran nad Hydaspesem i w tej okolicy miał zostać pochowany. Aleksander wyprawił mu uroczysty pogrzeb, w którym osobiście prowadził kondukt żałobny. Na jego cześć nowozałożone miasto nad Hydaspesem władca nazwał Bukefala (właśc. Alexandria Bukefalia; przypuszczalnie dzisiejsze Phalia lub Dźhelam w pakistańskim Pendżabie).

## W kulturze współczesnej
Beletrystycznie historię Bucefała na podstawie znanych źródeł antycznych udostępniła Anna Świderkówna w książkowych opracowaniach dla młodzieży pt. Koń, który nazywał się Bukefalas (Warszawa 1989) i Koń, który trafił do historii (Warszawa 2004).
Epizodycznie koń występuje też w poświęconej Aleksandrowi Wielkiemu trylogii Karola Bunscha (Olimpias, Parmenion, Aleksander). Epizod z jego widowiskowym poskromieniem i nabyciem zawarł pisarz w pierwszej powieści cyklu. 
W utworach najnowszej kultury masowej Bucefał jest imieniem konia należącego do rycerza Reynarta de Bois-Fresnesa – fikcyjnej postaci z cyklu o wiedźminie, w którym tytułowym bohaterem jest Geralt z Rivii, a także konia należącego do cesarza Morei w powieściowej serii Syn zdrajcy kanadyjskiego pisarza Milesa Camerona. Imię to nosi również rumak Ozymandiasza z serialu Watchmen, a także koń tytułowego bohatera z filmu Przygody barona Münchhausena.
Symboliczną nazwę „Bucefał” nadano ukraińskiemu kołowemu transporterowi opancerzonemu typu BTR-4.